# Château de Losse
Le château de Losse se situe sur la commune de Thonac, au bord de la Vézère, dans le département de la Dordogne. Classé monument historique le 5 août 1932, il est ouvert à la visite.

## Présentation
Situé en Périgord à 5 km de Montignac-Lascaux en direction des Eyzies (à 18 km), le château domine la Vallée de la Vézère.

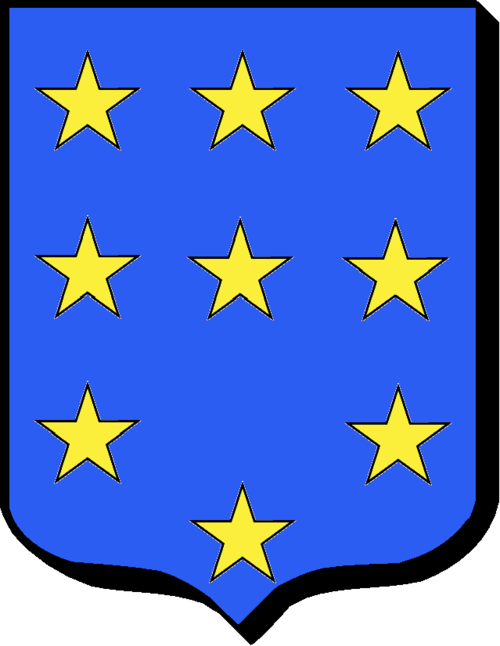
Blason famille de Losse

## Historique
La forteresse médiévale entourée par des murailles et des douves profondes, a été remaniée en 1576 en château de plaisance de style Renaissance selon le souhait de Jean de Losse. Grand personnage de l'Etat et précepteur du futur Henri IV, Jean de Losse, transforma la résidence de ses ancêtres en demeure de son temps. Quelque peu abandonné après le départ des Losse à la révolution, le domaine est acheté en 1930 par la famille du prince Hàm Nghi d'Annam. Sa fille  Nhu-May Suzanne Henriette, sortie major de l'Institut national agronomique, exploita les terres de Losse, où elle vécut jusqu'en 1999.
Aujourd'hui, le château a été en grande partie restauré ainsi que ses jardins créant alors un ensemble Renaissance remarquable. Depuis 1980, il est ouvert à la visite et invite à découvrir la Renaissance à travers les pièces du Grand Logis fidèlement meublées, et des jardins évoquant l'architecture et l'histoire du lieu. Le Guide Vert Michelin lui donne deux étoiles ("Vaut le détour")
Les Jardins sont labellisés "Jardin Remarquable". Le Prix de l'Art du Jardin 2022 de la Fondation Signature - Institut de France a été attribué aux Jardins du château de Losse. La valeur de ce prix sera consacrée à la recherche et à la restauration du "Bain des Nymphes" situé dans le parc et de son environnement.

## Galerie

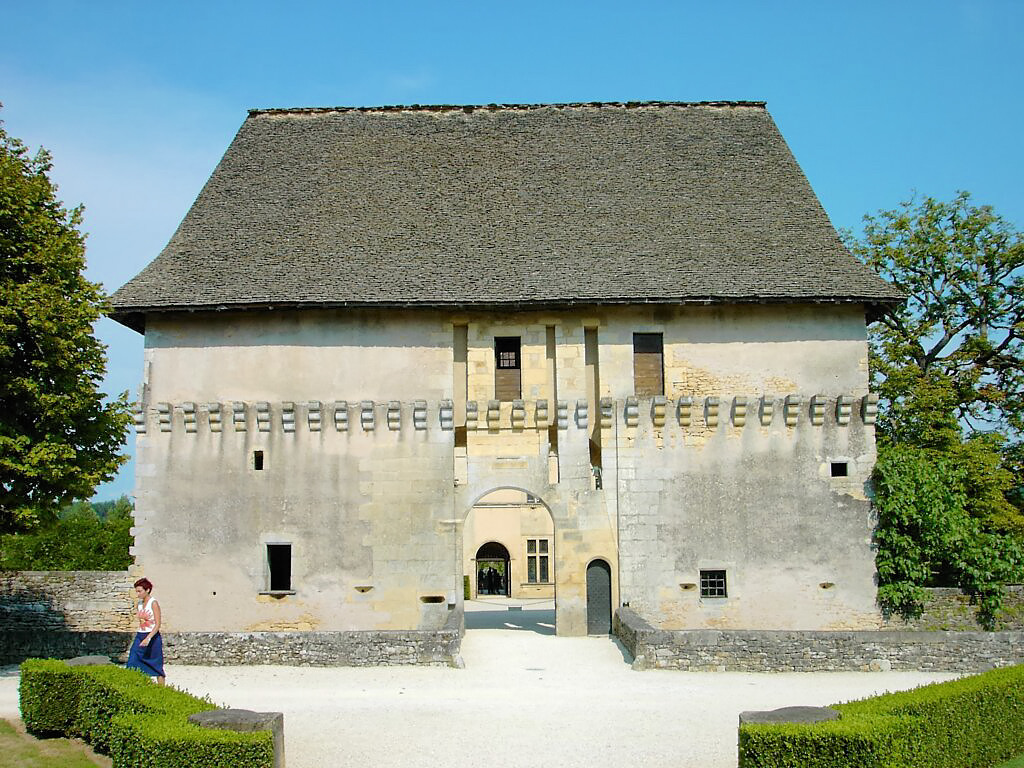
Châtelet Château et Jardins de Losse
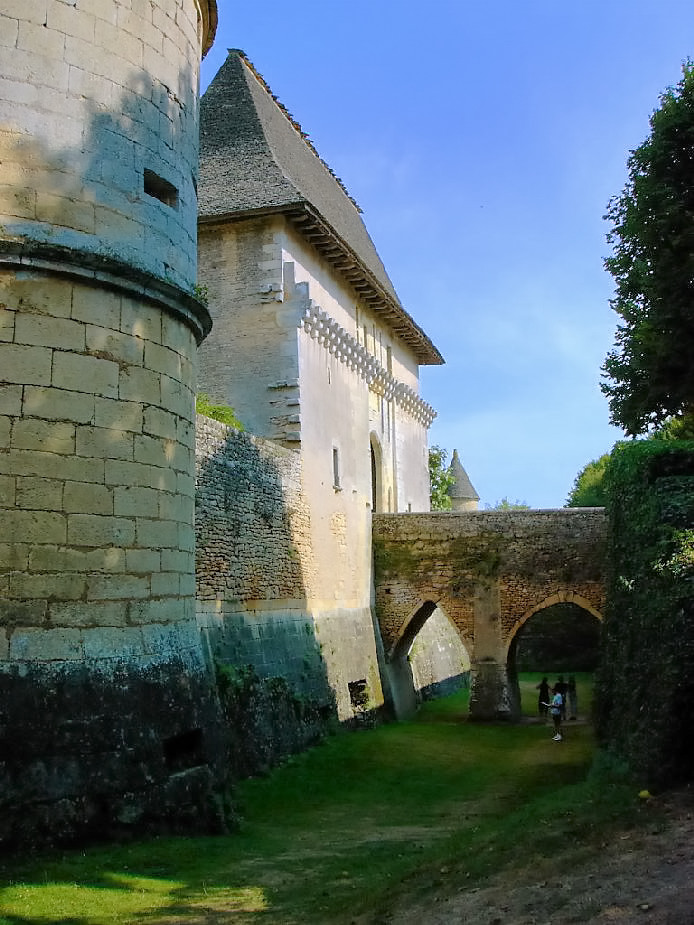
Murailles et douves
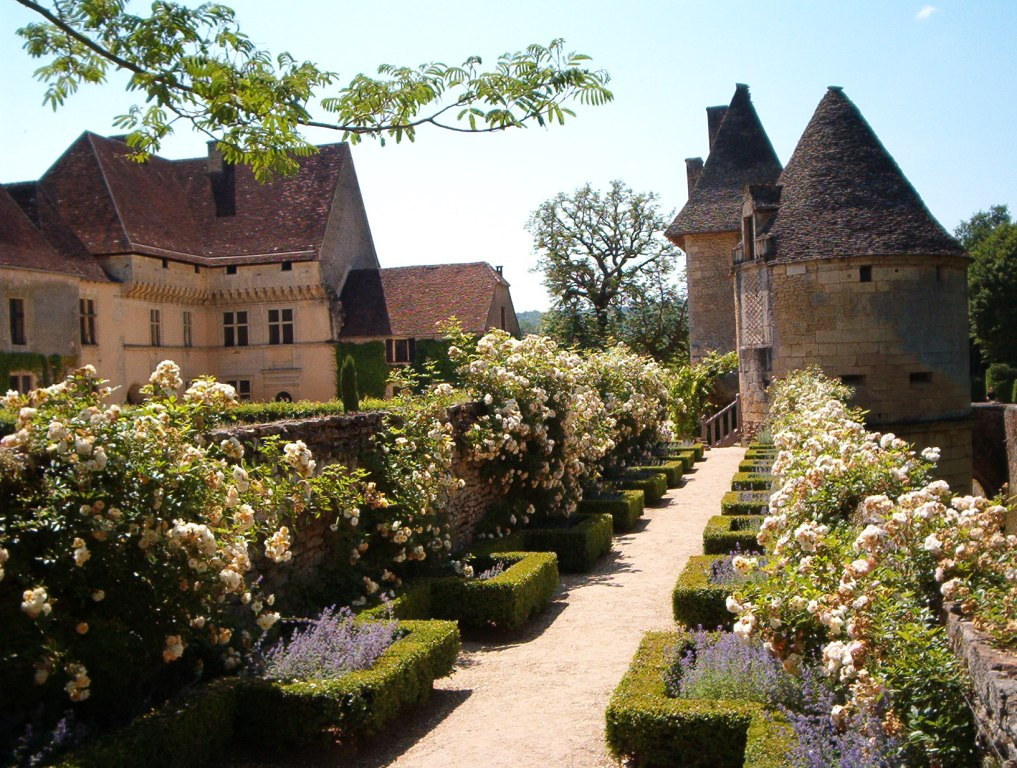
Chemin de ronde Château et Jardins de Losse
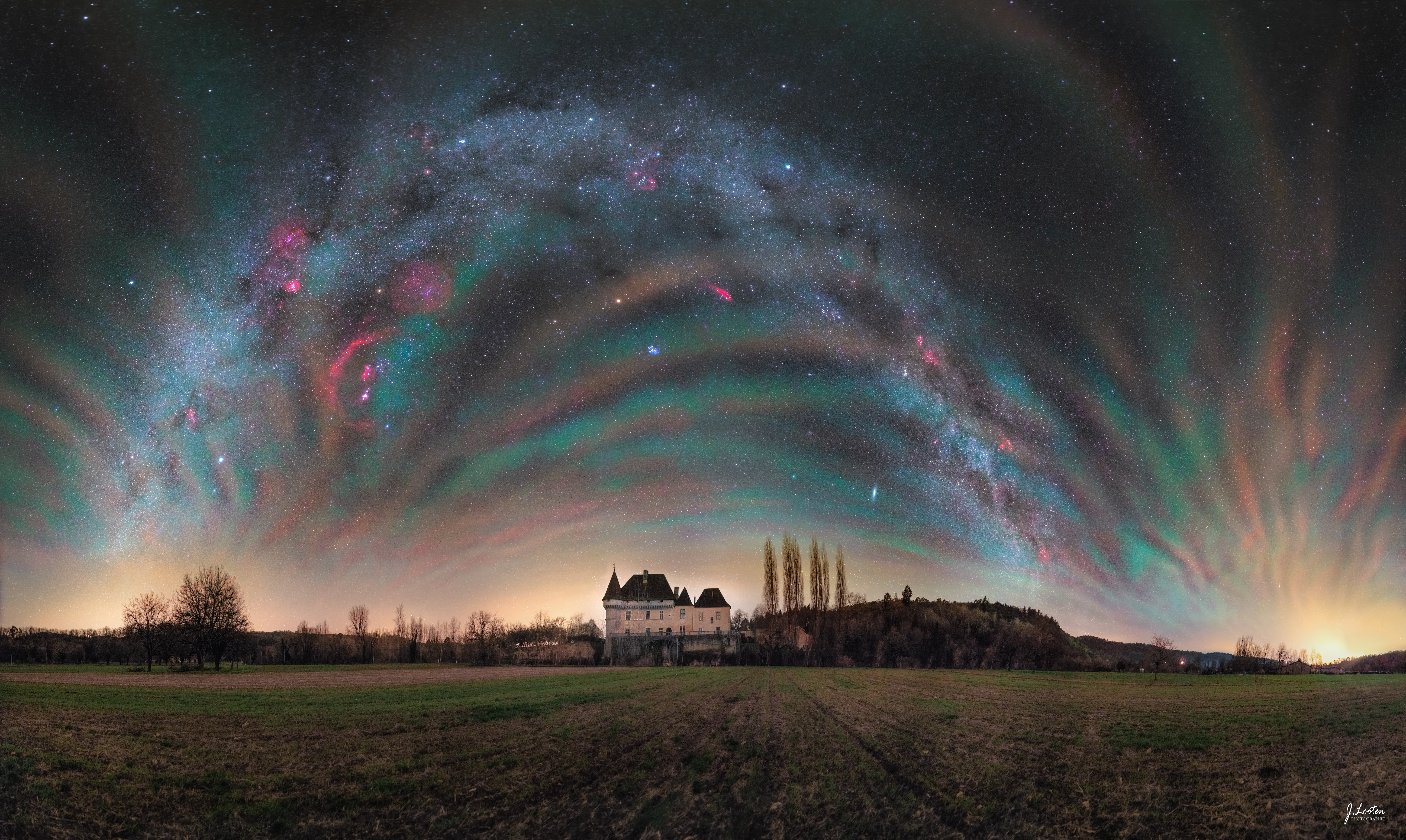
Airglow au-dessus du Château et Jardins de Losse en Dordogne
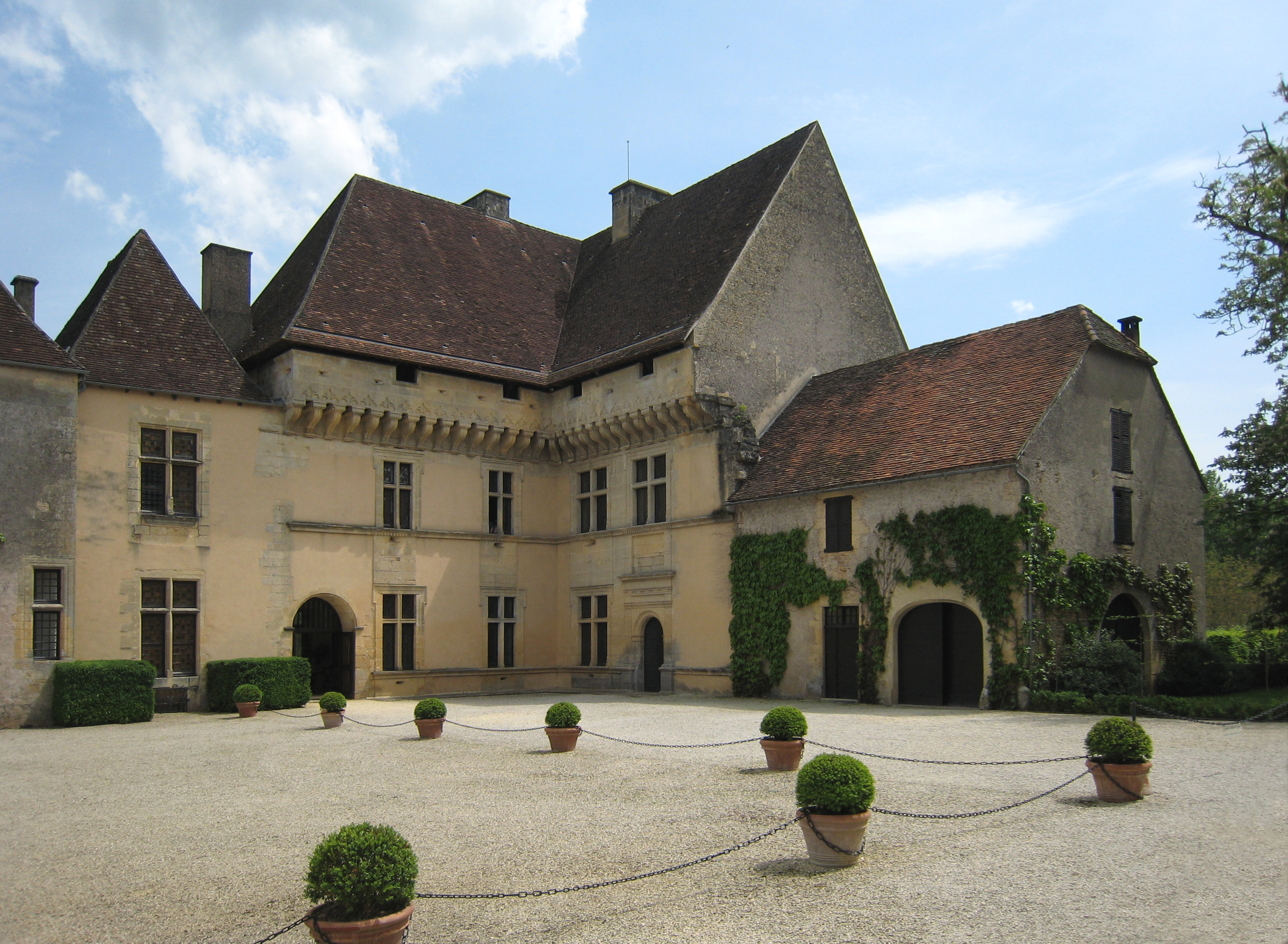
Cour d'honneur Château et Jardins de Losse
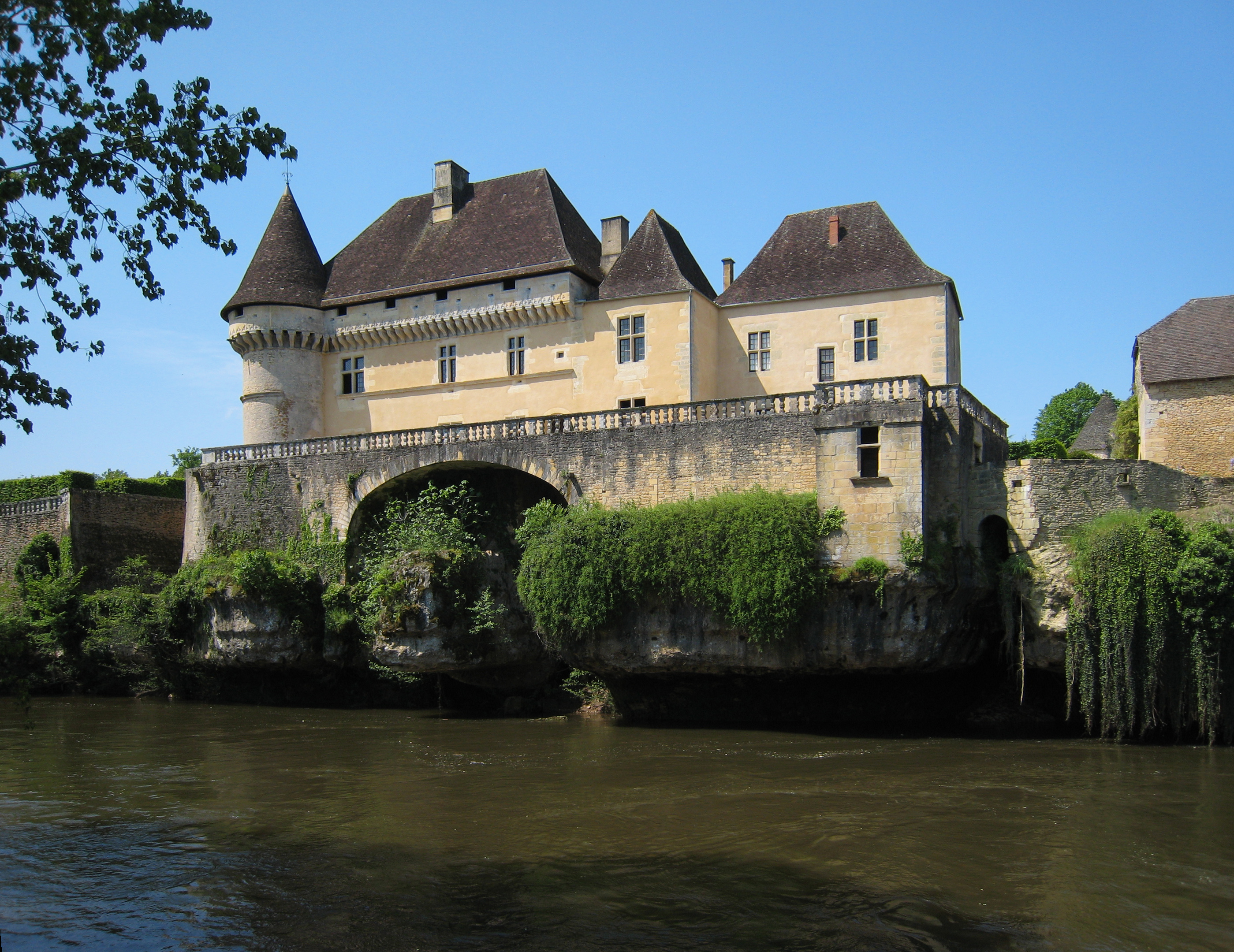
Château et Jardins de Losse perchés au-dessus de la Vézère